# Francesc de Rojas-Borja i Artés
Francesc de Rojas-Borja i Artés (València, ? – Cartagena, 1684) fou un religiós, jurista i noble valencià, auditor del Tribunal de la Rota Romana, arquebisbe de Tarragona (1653-1663) i bisbe d'Àvila (1663-1673) i de Cartagena (1673-1684).
De família noble, pertanyé al llinatge dels marquesos de Poza. Estudià Dret civil i Canònic a la Universitat de Salamanca, al Col·legi de Santiago. Posterior als seus estudis esdevingué auditor del Tribunal de la Rota a Roma per la Corona d'Aragó, on va residir uns vint anys. També obtingué diversos beneficis eclesiàstics, entre els quals destaquen el d'ardiaca i canonge de la Catedral de València. A la seva tornada a la península, fou nomenat arquebisbe de Tarragona el 1653, que restava vacant des de 1637. Poc després d'arribar al càrrec convocà un concili provincial el 1654 amb l'objectiu de prorrogar el subsidi eclesiàstic que cobrava la Corona; en tornà a convocar un altre el 1659. A imitació dels seus predecessors, va mantenir nombrosos i importants conflictes protocol·laris amb el Consell Municipal de la ciutat de Tarragona. Fou traslladat al bisbat d'Àvila el 1663 i a Cartagena el 1673.
Com altres auditors de la Rota, foren publicades les seves Decisiones Sacrae Rotae a Lió el 1662.